# ГЕС Navisence
ГЕС-ГАЕС Navisence — гідроелектростанція на південному заході Швейцарії. Становить нижній ступінь у складі гідровузла, створеного на ресурсі з кількох річок, які дренують північний схил Пеннінських Альп.
Ресурс для роботи нижнього ступеня надходить із нижнього балансуючого резервуара ГЕС Vissoie, яка, своєю чергою, отримує його із верхнього ступеня ГЕС Моттек. Згаданий балансуючий резервуар має об'єм 50 тис. м3 та, окрім відпрацьованої на станції води, отримує поповнення із середньої течії річки Navisence (ліва притока Рони).
До машинного залу ГЕС Navisence, розташованого в долині Рони, веде дериваційний тунель довжиною 8,5 км та діаметром від 1,9 до 2,3 метра, який на своєму шляху приймає додатковий ресурс зі струмка Fangbach (права притока Navisence). У підсумку тунель переходить у напірну шахту довжиною 1,1 км з діаметром 1,7 метра. Така схема забезпечує напір у 565 метрів.
Машинний зал станції, введеної в експлуатацію ще у 1908 році, первісно був обладнаний сімома турбінами, які на початку 2010-х років замінили на три турбіни типу Пелтон потужністю по 23,7 МВт. Після модернізації станція здатна виробляти 300 млн кВт·год на рік.